# Tour della nazionale maschile di rugby a 15 dell'Irlanda 2010
Tra le due edizioni del 2007 e 2011 della Coppa del Mondo di rugby, la nazionale irlandese di rugby si è recata più volte in tour nell'emisfero australe.
Il tour del 2010 si è svolto nel mese di giugno ed è stata l'occasione per sperimentare nuovi giocatori in vista della Coppa del Mondo del 2011.
Il tour si è svolto in Australia e Nuova Zelanda, prevedendo 3 match di cui due test ufficiali e un incontro con i NZ Māori.
Nel match con la Nuova Zelanda, l'Irlanda resta in 14 dopo soli 15', quando Heaslip viene espulso per una serie di colpi al giocatore neozelandese McCaw, peraltro reo dell'ennesimo fallo non fischiato in ruck. Heaslip sarà condannato a cinque settimane di squalifica  
Segue quindi un'altra sconfitta contro i NZ Māori
Infine un'onorevole sconfitta contro l'Australia, peraltro battuta una settimana prima dall'Inghilterra

## Risultati

### Itest match
| Arbitro: | Wayne Barnes |

|                                                                                              |      |                                              |
| 11’, 46’ C. Smith 21’ K. Read 27’ B. Franks 29’, 33’ Cowan 50’, 76’ S. Whitelock 65’ Tialata | mt   | 35’ Tuohy 56’ O’Driscoll 61’ Bowe 75’ D’Arcy |
| 11’, 21’, 27’, 29’, 33’, 46’, 50’ Carter 65’, 76’ Weepu                                      | tr   | 35’, 56’, 61’ O’Gara 75’ Sexton              |
| 7’ Carter                                                                                    | c.p. |                                              |

| Arbitro: | Bryce Lawrence |

|                                 |      |                              |
| 17’ Burgess 39’ Cooper          | mt   |                              |
| 12’, 33’ Cooper 52’, 61’ Giteau | c.p. | 2’, 9’, 22’, 29’, 35’ Sexton |

### Gli altri incontri
| Arbitro: | Mark Lawrence |

|                                   |      |                                          |
| 4’ H. Gear 12’ Sweeney 62’ Lowe   | mt   | 41’ P. Wallace                           |
| 12’ McAllister 62’ Ripia          | tr   | 41’ Sexton                               |
| 1’, 19’, 48’ McAllister 72’ Ripia | c.p. | 17’, 27’, 30’, 32’, 35’, 40’, 66’ Sexton |